# Clarksburg (Massachusetts)
Clarksburg es un pueblo ubicado en el condado de Berkshire en el estado estadounidense de Massachusetts. En el Censo de 2010 tenía una población de 1.702 habitantes y una densidad poblacional de 51,37 personas por km².Clarksburg se estableció por primera vez en 1764 y se incorporó oficialmente en 1798.

## Geografía
Clarksburg se encuentra ubicado en las coordenadas 42°43′22″N 73°6′21″O / 42.72278, -73.10583. Según la Oficina del Censo de los Estados Unidos, Clarksburg tiene una superficie total de 33.13 km², de la cual 32.86 km² corresponden a tierra firme y (0.81%) 0.27 km² es agua.

## Demografía
Según el censo de 2010, había 1.702 personas residiendo en Clarksburg. La densidad de población era de 51,37 hab./km². De los 1.702 habitantes, Clarksburg estaba compuesto por el 98.82% blancos, el 0.18% eran afroamericanos, el 0% eran amerindios, el 0.12% eran asiáticos, el 0% eran isleños del Pacífico, el 0% eran de otras razas y el 0.88% pertenecían a dos o más razas. Del total de la población el 0.94% eran hispanos o latinos de cualquier raza.